# Jonathan Eybeschutz
Jonathan Eybeschütz, in ebraico יהונתן אייבשיץ‎? (Cracovia, 1690 – Altona, 1764), è stato un rabbino polacco.
Talmudista, halakhista e cabalista, fu dayan (giudice) di Praga e successivamente rabbino delle "tre comunità" (Altona, Amburgo e Wandsbek). Insieme a Jacob Emden fu protagonista della controversia Emden-Eybeschütz

Firma autografa di Eybeschütz

## Biografia
Il padre di Eybeschütz era il rabbino di Ivančice (in tedesco Eibenschütz, a volte Eibeschutz), Moravia. Eybeschütz era un bambino prodigio nel Talmud; dopo la morte del padre, studiò nella yeshivah di Rabbi Meir Eisenstadt a Prostějov (Prossnitz) e successivamente a Holešov (Holleschau). Visse anche a Vienna per breve tempo. Sposò Elkele Spira, figlia di Rabbi Isaac Spira e vissero ad Amburgo per due anni con Mordecai ha-Kohen, nonno materno di Elkele. Tra i loro discendenti si annoverano il rinomato teorico economista Peter Drucker e Margarethe Kelsen, moglie del giurista Hans Kelsen.
Eybeschütz si stabilì a Praga nel 1715 e divenne rettore (rosh yeshiva) delle rispettiva yeshivah nonché famoso predicatore. I cittadini di Praga lo tennero in grande stima e venne considerato secondo solo al Dayan rabbino David Oppenheim.
A Praga Eybeschütz ricevette il permesso di stampare il Talmud - ma con l'omissione di tutti i passi che contraddicevano i principi cristiani, dopo essersi consultato col Dayan David Oppenheim. Leggende e dicerie che cercavano di screditare l'evento, asserirono che lo fece senza la consultazione del rabbini di Praga, e che revocarono la licenza di stampa.
Già a Praga nel 1724, fu sospettato di essere un "sabbatiano", sebbene durante lo Yom Kippur si fosse pronunciato pubblicamente contro questo movimento eretico. Per queste ragioni nel 1736, Eybeschutz fu nominato solo dayan di Praga e non Rabbino Capo. Divenne poi rabbino di Metz nel 1741. Nel 1750 fu eletto rabbino delle "Tre Comunità": Altona, Amburgo e Wandsbek.
Fu riconosciuto come "vero genio" in almeno tre aree separate della creatività religiosa ebraica: il Talmud e la Legge ebraica (Halakhah); omiletica (derush) e predicazione popolare; Cabala ebraica. "Fu uomo erudito, ma dovette la sua fama soprattutto alla sua personalità. Pochi uomini di quel periodo lasciarono un così profondo segno nella vita ebraica."

## Controversia sabbatiana
Eybeschütz venne ripetutamente sospettato di nutrire segrete convinzioni sabbatiane a causa di una controversia sorta sugli amuleti che sembrava distribuisse. Si affermava che tali amuleti riconoscessero le pretese messianiche di Sabbatai Zevi. Una volta la polemica iniziò quando il rabbino ortodosso tedesco Jacob Emden trovò seri collegamenti tra gli scritti cabalistici e omiletici di Eybeschutz e quelli del noto sabbatiano Judah Leib Prossnitz, che Eybeschütz conosceva dai suoi giorni in Prossnitz. Rabbi Jacob Emden lo accusò di eresia, ma la maggioranza dei rabbini della Polonia, Moravia e Boemia appoggiarono e difesero Eybeschütz, come anche i capi delle Tre Comunità: l'accusa era "totalmente incredibile" - nel 1725, Eybeschütz era stato tra i rabbini di Praga che avevano scomunicato i sabbatiani. Prove recenti hanno prodotto gli amuleti in questione, insieme alle presupposte connessioni con gli amuleti sabbatiani.
Nel 1752 la polemica tra Emden e Eybeschütz infuriava ancora. Nel dicembre dello stesso anno, il governo di Amburgo vietò ulteriori discussioni sugli amuleti, il Senato di Amburgo sospese Eybeschütz e molti membri della congregazione chiesero che presentasse il suo caso alle autorità rabbiniche. A questo punto fu difeso da Carl Anton, un convertito al Cristianesimo, ma ex-discepolo di Eybeschütz. La controversia fu un avvenimento importante nella storia ebraica del periodo - che coinvolse sia l'halakhista Yechezkel Landau che il Gaon di Vilna - ed ha il merito di aver definitivamente sgretolato la persistente credenza sabbatiana che sembrava serpeggiare anche in alcuni ambienti ortodossi. Professor Sid Z. Leiman sostiene che i citati grandi rabbini esonerarono Eybeschutz dal sabbatianesimo solo al fine di far finire la controversia.
Nel 1760 la controversia scoppiò nuovamente quando alcuni elementi sabbatiani furono scoperti tra gli studenti della yeshivah di Eybeschütz. Allo stesso tempo, suo figlio più giovane, Wolf Jonas Eybeschutz, si presentò come profeta sabbatiano e si avvicinò a molti frankisti, col risultato che la yeshivah fu chiusa. Il nipote di Jonathan Eybeschütz divenne il Barone Thomas von Schoenfeld, un ebreo apostata che ereditò la collezione di opere cabalistiche sabbatiane di suo nonno. All fine abbandonò il movimento sabbatista e fondò una Loggia massonica chiamata Asiatische Bruder, una delle quattro logge degli Illuminati di Vienna. Dopo la morte di suo zio il 10 agosto 1791, gli fu offerta la direzione del movimento frankista, che rifiutò. Secondo lo storico Gershom Scholem, l'ideologia dei "Fratelli Asiatici" mescolò le idee cabalistiche e sabbatiane condottrine teosofiche cristiane. Uno dei discendenti di Eybeschutz è la scrittrice yiddish e sopravvissuta dell'Olocausto Chava Rosenfarb (1923-2011).

## Opere
Trenta delle sue opere sono state pubblicate finora, nell'area della Halakhah (Legge ebraica). Inoltre, molti dei suoi lavori su omiletica, metodologia ddidattica e Cabala sono in stampa a tutt'oggi. È interessante notare che solo una delle sue opere fu pubblicata mentre era in vita. La pubblicazione postuma di così tante delle sue opere testimonia la sua influenza sui contemporanei mediante i suoi insegnamenti orali e la sua personalità. Si sostiene che abbia anche pubblicato numerose opere sabbatiane anonimamente.
- Omiletica (derush) e prediche:
  - Ya'arot Devash, collezione spesso citata di sermoni di Rabbi Eybeschutz.
  - Tiferet Yehonatan sulla Parashah settimanale della Torah
  - Ahavat Yehonatan sulla Haftarah settimanale
  - Taryag Mitzvot, sui 613 comandamenti in rima acrostica.
  - Note della Aggadah di Pesach e anche Perush al Piska Had Gadya sul poema Had Gadya
- Talmud e Halakhah:
  - Novellae del Shulchan Aruch: Urim ve-Tummim su Choshen Mishpat; Kereti u-Peleti su Yoreh De'ah; Sar ha-Alef su Orach Chayim.
  - Note sulla Mishneh Torah di Maimonide: Binah la-Ittim e Chiddushim al Hilkot Yom Tov, entrambe che trattano dei giorni santi (Yom Tov) ed entrambe pubblicate dai suoi discepoli, basandosi sulle note prese durante le lezioni; Bene Ahuvah sulle leggi matrimoniali.
  - Tiferet Yisrael, note sulle leggi rabbiniche di niddah (relative alla mestruazione), con aggiunte del redattore, suo nipote Israel.
- Cabala ebraica:
  - Shem Olam, raccolta di lettere sulla Cabala
- Sul sabbatismo[10]
  - Va'avo Hayom el HaAyin, originale e coinvolgente testo sul sabbatismo.

Rabbi Eybeschutz scrissde anche Luchoth Edut (Tavolette della Testimonianza), in cui descrive l'intera disputa succitata e i suoi tentativi di controbattere le accuse contro di lui. Include anche lettere di raccomandazione che ricevette da impportanti rabbini a sua difesa.